# Tineobius sidneyi
Tineobius sidneyi är en stekelart som först beskrevs av Girault 1930.  Tineobius sidneyi ingår i släktet Tineobius och familjen hoppglanssteklar. Inga underarter finns listade i Catalogue of Life.